# Juillet 1813

## Événements
- 2 juillet :
  - Victoire des patriotes vénézuéliens à la bataille de Niquitao[1].
  - Le gros de l'armée française franchit la Bidassoa et évacue l'Espagne. Le pont de Béhobie est incendié[2].

- 5 juillet :
  - Guerre de 1812 (États-Unis), campagne du Niagara : début de trois semaines de raid sur Plattsburgh et Fort Schlosser.
  - Évacuation de Valence par Suchet[3].

- 9 juillet - 25 juillet : Graham attaque vainement Saint-Sébastien[4].

- 11 juillet, guerre de 1812 (États-Unis), campagne du Niagara : raid réussi des Britanniques sur Black Rock.

- 12 - 13 juillet, Inde : bataille d'Hazro. Ranjit Singh prend Attock[5].

- 21 juillet : le Charter Act, approuvé le 31 mai par la chambre des communes, reçoit la sanction royale[6]. Le monopole du commerce avec l’Inde de la Compagnie anglaise des Indes orientales est aboli. Ses fonctions sont essentiellement militaires et politiques. Elle a construit un véritable État et on la désigne par le terme anglo-indien de raj (« règne »). Née au Bengale, elle est avant tout une machine fiscale inspirée du système moghol, mais qui cède progressivement le pas à une bureaucratie composée de hauts fonctionnaires britanniques. Ce processus conduit à l’éviction des Indiens de toute fonction importante. Par contre, la Company raj respecte une stricte neutralité religieuse, ce qui n’est le cas ni des États indiens, ni du Royaume-Uni, ce qui expliquera le loyalisme de certains chefs religieux pendant la révolte des Cipayes et après. L’armée absorbe la moitié du budget. Encadrée par des officiers britanniques, elle est constituée essentiellement par des sepoys (en hindî shipahi, provient du persan sipahi, armée, en français cipaye, voir aussi spahi), recrutés parmi les brahmanes et les Rajputs d’Inde du Nord.

- 22 juillet : victoire des patriotes vénézuéliens à la bataille de Los Horcones[1].

- 25 juillet - 2 août : bataille des Pyrénées, offensive française pour soulager les garnisons françaises de Pampelune et de Saint-Sébastien[7].

- 27 juillet, guerre Creek (États-Unis) : dans le futur comté d'Escambia, les Creeks Bâtons-Rouges financés par les Britanniques et armés par les Espagnols sont pris en embuscade par l'armée américaine qui est elle-même prise en revers et mise en déroute.

- 28 juillet - 1er août : défaite de Soult à la bataille de Sorauren, près de Pampelune[8].

- 29 juillet : ouverture des négociations de paix à Prague[9].

- 31 juillet : Simón Bolívar est maître du Venezuela après sa victoire contre les loyalistes à Taguanes[1].

## Naissances
- 1er juillet : Abbas Ier Hilmi, Vice-roi d'Égypte (1848-1854).
- 8 juillet : Eugénie Gautier (morte en 1886), peintre française.
- 10 juillet : Sándor Rózsa (mort en 1878), hors-la-loi et bandit de grand chemin (betyár) hongrois.
- 12 juillet : Claude Bernard (mort en 1878), médecin et physiologiste français.
- 18 juillet : Pierre Alphonse Laurent (mort en 1854), mathématicien français.

## Décès
- 22 juillet : George Kearsley Shaw (né en 1751), botaniste et zoologiste britannique.